# A Man About Town (film, 1927)
A Man About Town est un film muet américain réalisé par Eugene Forde et sorti en 1927.

## Fiche technique
- Titre : A Man About Town
- Réalisation : Eugene Forde
- Scénario : Andrew Bennison, Francis Martin, d'après une nouvelle d'O. Henry
- Production : George Marshall pour Fox Film Corporation
- Genre : Comédie
- Durée : 20 minutes
- Date de sortie :
  - États-Unis : 15 mai 1927

## Distribution
- Barry Norton : Amos
- Ruth Eddings : la fille du banquier
- Robert Livingston : Jim Dandy
- Harry Dunkinson : le banquier
- Ernie Adams